# Квадратный метр
Квадратный метр (обозначение буквой кириллицы: м², латиницей: m²) — единица измерения площади в Международной системе единиц (СИ), а также в системах МТС и МКГСС.
1 м² равен площади квадрата со стороной в 1 метр.

## Соотношение с другими единицами площади
1 квадратный метр равен:
- 0,000001 квадратного километра (км²)
- 0,0001 гектара (га)
- 0,01 ара (а)
- 100 квадратным дециметрам (дм²)
- 10 000 квадратных сантиметров (см²)
- 1,195990 квадратного ярда (ярд²)
- 10,76391 квадратного фута (фут²)
- 1550,003 квадратного дюйма (дюйм²)
- 1 000 000 квадратным миллиметрам (мм²)

## Сантиар
Вместо квадратного метра иногда используют единицу сантиар (фр. centiare, ca), не входящую в Международную систему единиц (СИ). Сантиар является дольной единицей ара, с добавлением приставки СИ «санти-».
В России сантиар практически не используется, принято выражать площадь в квадратных метрах. Однако он применяется в Камеруне и Итальянским земляным агентством для характеристики площади земельной собственности или чтобы обозначить площадь с точностью до квадратного метра.